# Plamen Oresjarski
Plamen Vasilev Oresjarski (Bulgaars: Пламен Василев Орешарски) (Doepnitsa, 21 februari 1960) is een Bulgaars politicus. Hij was van mei 2013 tot augustus 2014 de minister-president van Bulgarije, daarvoor was hij minister van financiën in de regering van Sergej Stanisjev.

## Levensloop
Oresjarski is in 1985 afgestudeerd aan de Universiteit van Nationale en Wereld Economie in Sofia. In 1992 ontving hij een uitnodiging van het Ministerie van Financiën om daar te komen werken. Hij vervulde daar de functie van 'hoofd van de afdeling schatkist en schuld'. Hierna ging hij werken bij de Bulgaarse Effectenbeurs, zat in het bestuur van de UniCredit Bulbank en hij gaf les aan de Universiteit van Nationale en Wereld Economie, daar was hij tevens plaatsvervangend rector.

### Politiek
Vanaf 1997 was Oresjarksi onderminister van financiën, dit was hij tot 2001, na deze post ging hij lesgeven aan de Universiteit voor Nationale en Wereldeconomie. In 2005 kwam hij echter weer terug op zijn voormalig departement. Dit keer als minister van financiën, dit bleef hij tot de verkiezingen van 2009. Tijdens die verkiezingen werd hij verkozen tot lid van de Nationale Vergadering. Hij bleef lid van het parlement tot de parlementsverkiezingen van 2013. Tijdens deze verkiezingen won de partij Burgers voor Europese Ontwikkeling van Bulgarije, maar deze slaagde er niet in om een coalitie te vormen. Om die reden kreeg de Bulgaarse Socialistische Partij de kans om een coalitie te vormen, dit werd gedaan door Oresjarski. Sinds het begin van zijn kabinet waren er nationale protesten in Bulgarije, de demonstranten eisten het aftreden van het hele kabinet-Oresjarski.
De drie grootste partijen in het Bulgaars parlement (GERB, BSP en DPS) kwamen in de zomer van 2014 overeen dat het kabinet-Oresjarski eind juli zijn ontslag zou indienen. Ook zouden er daarna vervroegde verkiezingen plaatsvinden. Het ontslag was een gevolg van de protesten tegen het kabinet en de onwerkbare politieke situatie waarin het land verkeerde.
Op 23 juli 2014 diende Oresjarski het ontslag in van zijn kabinet, dit ontslag werd op 24 juli goedgekeurd door het parlement met 180 stemmen voor, 8 tegen en 8 onthoudingen. Na dit ontslag is er een interim-kabinet onder leiding van Georgi Bliznasjki gevormd, dit kabinet blijft aan tot er een nieuwe regering is gevormd.

## Persoonlijk
Oresjarski is getrouwd met cardioloog Elka Georgieva, ze hebben één zoon. Naar verluidt is Oresjarski een liefhebber van mountainbiken en het verzamelen van badges van publieke evenementen.